# Provincia Ağrı
Provincia Ağrı este o provincie a Turciei cu o suprafață de 11,376 km², localizată în estul Turciei.

## Districte
Ağrı este divizată în 8 districte (capitala districtului este subliniată): 
- Ağrı
- Diyadin
- Doğubeyazıt
- Eleșkirt
- Hamur
- Patnos
- Tașlıçay
- Tutak